# Jerzy Sulima-Kamiński (oficer)
Jerzy Sulima-Kamiński (ur. 4 kwietnia 1896 w Żadowej, zm. wiosną 1940 w Kijowie) – żołnierz Legionów Polskich, oficer Wojska Polskiego w II Rzeczypospolitej, kawaler Orderu Virtuti Militari.

## Życiorys
Urodził się we wsi Żadowa (rum. Jadova), w ówczesnym powiecie storożynieckim Księstwa Bukowiny, w rodzinie Antoniego, właściciela majątku ziemskiego. Absolwent gimnazjum w Czerniowcach. Członek Związku Strzeleckiego.
W 1914 wstąpił do Legionów Polskich. Od jesieni 1918 służył w odrodzonym Wojsku Polskim. Za bohaterstwo w walce na froncie przeciwbolszewickim odznaczony został Krzyżem Srebrnym Orderu Virtuti Militari.
Po wojnie zdemobilizowany, w stopniu rotmistrza i przydzielony w rezerwie do 8 dywizjonu taborów w Toruniu. 8 stycznia 1924 został zatwierdzony w stopniu kapitana ze starszeństwem z dniem 1 czerwca 1919 i 1584. lokatą w korpusie oficerów rezerwy piechoty. Posiadał wówczas przydział w rezerwie do 63 pułku piechoty w Toruniu. W 1934 roku pozostawał w ewidencji Powiatowej Komendy Uzupełnień Dubno. Posiadał wówczas przydział w rezerwie do kadry 2 dywizjonu taborów w Lublinie.
Po zwolnieniu z wojska prowadził gospodarstwo rolne w Pełczy. Przez kilka lat pracował w Dubnie jako urzędnik skarbowy. 
W 1939 zmobilizowany. Walczył w kampanii wrześniowej. Wiosną 1940 został zamordowany w Kojowie. Figuruje na Ukraińskiej Liście Katyńskiej.
Był żonaty z Filipinką z Adamów, z którą miał córkę Halinę.

## Ordery i odznaczenia
- Krzyż Srebrny Orderu Virtuti Militari
- Krzyż Niepodległości – 25 lipca 1933 „za pracę w dziele odzyskania niepodległości”[7]